# Joëlle Milquet
Joëlle F.G.M. Milquet (Montignies-sur-Sambre, 17 februari 1961) is een Belgische advocate en voormalige politica voor de Franstalige, christendemocratisch-humanistische Centre démocrate humaniste (cdH).

## Levensloop
Joëlle Milquet groeide op in Loverval, een dorpje ten zuiden van Charleroi, in een familie van onderwijzers. Ze is gehuwd en heeft vier kinderen.
Ze volgde de Grieks-Latijnse humaniora aan het Institut des Dames de Saint-André in Charleroi. In 1984 studeerde ze af als licentiate in de rechten aan de Université catholique de Louvain en in 1985 behaalde ze nog een postgraduaat in het Europees recht aan het Europa Instituut van de Universiteit van Amsterdam in Nederland. 
Van 1985 tot 1992 was Milquet als advocate ingeschreven aan de balie van Brussel. Tezelfdertijd was ze van 1986 tot 1990 assistente van professor Marcel Fontaine aan het Centrum voor Privérecht van de UCL, alsook een tijdlang toegevoegd referendaris bij de Belgische rechter van het Hof van Justitie van de Europese Gemeenschap.

### Politieke loopbaan
In januari 1987 werd ze aangeworven als parlementair medewerker van de PSC-fractie in de Senaat. Milquet legde zich er toe op de dossiers rond institutionele hervormingen, justitie en politie. Van 1990 tot 1992 was Milquet vervolgens politiek secretaris van deze fractie. In 1992 ging ze als adjunct-kabinetschef aan de slag op het kabinet van Michel Lebrun, minister van Hoger Onderwijs, Wetenschappelijk Onderzoek, Jeugdbijstand en Internationale Betrekkingen in de Franse Gemeenschapsregering, een functie die ze bekleedde tot in 1995. Om zich toe te leggen op deze taak, besloot ze de advocatuur te verlaten.
In februari 1995 werd Milquet aangesteld tot politiek secretaris van de PSC onder het voorzitterschap van Gérard Deprez, hetgeen ze bleef tot aan het einde van diens partijvoorzitterschap in maart 1996. Ze stelde zich toen kandidaat om Deprez op te volgen, maar werd nipt verslagen door Charles-Ferdinand Nothomb, de kandidaat van de rechterzijde van de partij. In november 1997 werd Milquet ondervoorzitter van de PSC, een functie die ze ook zou behouden onder het voorzitterschap van Nothombs opvolger Philippe Maystadt en waarin ze de politieke vernieuwing en verruiming van de partij in goede banen diende te leiden. In oktober 1999 volgde Milquet Maystadt op als partijvoorzitter van de PSC In het kader van een moderniseringscampagne waarbij men meer kiezers wilde aantrekken gaf ze de aanzet tot een naamswijziging van haar politieke partij, die in 2002 plaatsvond. In plaats van Parti social chrétien (PSC) ging deze voortaan Centre démocrate humaniste (cdH) heten en werd de band met de christendemocratie losser, waarbij het moderne humanisme de leidende ideologie van de partij werd. Ze bleef partijvoorzitter tot in september 2011 en werd toen opgevolgd door Benoît Lutgen.
In juni 1995 kwam Milquet als eerste opvolger in de Senaat terecht. Ze nam er van 1995 tot 1999 zitting in de commissies Justitie, Institutionele Aangelegenheden en Binnenlandse Zaken en was van 1996 tot 1999 eveneens voorzitter van deze laatste commissie. Bij de federale verkiezingen van juni 1999 werd ze voor de kieskring Brussel-Halle-Vilvoorde verkozen in de Kamer van volksvertegenwoordigers, waar ze tot in mei 2014 bleef zetelen. Door haar ministerschappen was ze vanaf maart 2008 evenwel verhinderd als Kamerlid en werd ze tussen maart 2008 en juni 2010 en opnieuw van december 2011 tot mei 2014 vervangen door een opvolger. In de Kamer zetelde ze van 1999 tot 2000 in de commissie Justitie en van 1999 tot 2008 in de commissie Herziening van de Grondwet.
Bij de gemeenteraadsverkiezingen van oktober 1994 werd ze verkozen tot gemeenteraadslid van Sint-Pieters-Woluwe en bleef dit tot in 2006. Dat jaar verhuisde ze naar Brussel en werd er bij de gemeenteraadsverkiezingen van dat jaar verkozen tot gemeenteraadslid, wat ze bleef tot in 2018. Van 2006 tot 2008 was Milquet eerste schepen, bevoegd voor Burgerlijke Stand, Toerisme en Tewerkstelling. Nadat ze in maart 2008 minister werd, bleef ze tot in december 2012 aan als titelvoerend schepen.
Van 20 maart 2008 tot 5 december 2011 was Milquet vicepremier en minister van Werk en Gelijke Kansen, eerst in de regering-Leterme, daarna in de regering-Van Rompuy en ten slotte in de regering-Leterme II. Als minister van Werk nam Milquet het initiatief tot een aantal maatregelen die ervoor zorgden dat België zonder al te veel kleerscheuren de financiële crisis van 2008-2011 doorstond. Van 5 december 2011 tot 22 juli 2014 was ze vervolgens vicepremier en minister van Binnenlandse Zaken en Gelijke Kansen in de regering-Di Rupo. Als minister van Binnenlandse Zaken voerde ze anderhalf jaar tijd drie belangrijke hervormingen door: de optimalisatie van de politie, de hervorming en herfinanciering van de hulpverleningszones en de hervorming van de Raad van State. Ook ging haar mandaat gepaard met een duidelijke daling van de criminaliteitscijfers en nam ze maatregelen om de veiligheid op het openbaar vervoer in Brussel te vergroten, met name door de politieaanwezigheid te versterken.
Op 25 mei 2014 werd Milquet verkozen in het Brussels Hoofdstedelijk Parlement. Op 22 juli 2014 nam ze ontslag als vicepremier en federaal minister en werd ze viceminister-president en Franse Gemeenschapsminister van Onderwijs, Kleine Kinderen, Kinderdagverblijven en Cultuur in de regering-Demotte III. Melchior Wathelet volgde haar als vicepremier en federaal minister op.
In april 2016 bood Milquet na acht jaar ministerschap haar ontslag aan als minister in de Franse Gemeenschapsregering nadat ze in verdenking werd gesteld van het overtreden van de wet op de verkiezingsuitgaven en belangenvermenging. Er werd vermoed dat ze net voor de verkiezingen van mei 2014 acht nieuwe kabinetsmedewerkers had aangesteld om haar verkiezingscampagne te ondersteunen en kiezers te ronselen, wat wettelijk verboden is. Milquet ontkende de beschuldigingen. In 2018 werd een tweede onderzoek naar haar geopend, volgens de pers na vermoedens dat ze getuigen uit het onderzoek had proberen te beïnvloeden. Ook dat ontkende ze. In verband met deze gerechtelijke onderzoeken vroeg het gerecht in maart 2024 aan de Kamer de opheffing van haar parlementaire immuniteit die ze als voormalig minister genoot. In januari 2025 circuleerde in de pers het gerucht dat de voormalige minister een minnelijke schikking had getroffen, waarbij in ruil voor de betaling van een geldsom haar juridische vervolging werd stopgezet. Dit werd echter ontkend door het parket-generaal van Brussel.
Ze werd na haar ontslag in 2016 in haar functies opgevolgd door Marie-Martine Schyns (Leerplichtonderwijs) en door Alda Greoli (Cultuur en Kleine Kinderen). Die laatste werd ook de nieuwe viceminister-president. Ze keerde terug naar het Brussels Hoofdstedelijk Parlement, waar ze bleef zetelen tot in mei 2019. Milquet was er van 2016 tot 2019 voorzitter van de commissie Binnenlandse Zaken.
Bij de verkiezingen van mei 2019 zou Milquet opnieuw de Brusselse Kamerlijst voor haar partij aanvoeren, maar uiteindelijk besloot ze daarvan af te zien om zich toe te leggen op haar Europese functie.

### Na de politiek
Sinds januari 2017 is Milquet opnieuw advocate aan de Brusselse balie, nadat haar aanvraag om zich opnieuw in te schrijven na overleg met het Brusselse parket-generaal werd goedgekeurd door de Franstalige Orde van Advocaten van de balie.
In oktober 2017 werd zij door de Europese Commissie aangesteld als speciaal adviseur van Commissievoorzitter Jean-Claude Juncker, meer bepaald om advies te geven over de uitbetaling van schadevergoedingen aan slachtoffers van misdaden en terrorisme. Hierbij diende ze vooral toe te zien op een betere toepassing van de bestaande regels inzake deze materie en de wetgeving hieromtrent in de verschillende EU-landen beter op elkaar te laten afstemmen, zodat slachtoffers van terrorisme correct konden worden gecompenseerd. In maart 2019 publiceerde Milquet een rapport waarbij ze ervoor ijverde om deze schadevergoedingen compleet te laten uitbetalen door de nationale overheden, op basis van een analyse die alle aspecten van de schade in rekening brengt, zoals medische, psychosociale en professionele gevolgen en terreurslachtoffers automatisch recht te geven tot pluridisciplinaire gezondheidszorg, administratieve steun en de aanstelling van een referentiepersoon. Ook werkte ze een vijfjarenstrategie uit om de bijstand voor terreurslachtoffers te verbeteren en stelde ze de oprichting van een Europees solidariteitsfonds voor ter ondersteuning van staten die te maken kregen met een aanslag of terreurgolf van grote omvang. In november 2019 werd ze van haar opdracht als speciaal adviseur ontheven. 
In november 2019 werd ze aangesteld als bestuurslid van de Franstalige publieke omroep RTBF. Eind 2024 volgde ze Baptiste Erkes op als voorzitter van de raad van bestuur.
Sinds december 2020 is Milquet voorzitter van het strategisch comité van European Centre for Electoral Support (ECES), een onafhankelijke organisatie verbonden aan de Europese Unie die ondersteuning en begeleiding biedt bij verkiezingen in ontwikkelingslanden en landen in een transitie richting democratie.

### Regeringsformatie 2007
Tijdens de regeringsformatie in 2007 kreeg Milquet in de Vlaamse pers, mede door haar harde houding tegenover een mogelijke staatshervorming, de bijnaam "Madame Non". Haar houding om duidelijke precisering en de wil om alle details van de overeenkomst uitgeklaard op papier te willen hebben, deed toen het begrip milquettisering ontstaan.
De moeizaam verlopende besprekingen tussen haar aan de ene kant en CD&V aan de andere kant, leidden ertoe dat formateur Yves Leterme (CD&V) op 23 augustus 2007 zijn formatieopdracht aan koning Albert II teruggaf.
Op 1 december 2007 werden de onderhandelingen een tweede keer stopgezet, omdat het cdH alsook de andere Franstalige partijen niet konden instemmen met de Vlaamse eisen voor meer zelfstandigheid. Guy Verhofstadt werd vervolgens aangesteld als informateur. Dit leidde tot de interim-regering-Verhofstadt III. Tijdens deze interim-regering werd er verder geformeerd om tot een definitieve regering te komen. Deze werd als de regering-Leterme op 20 maart 2008 beëdigd. Milquet bekleedde daarin de positie van vicepremier en minister van Werk en Gelijke Kansen. Het was pas op het laatste moment van de formatie dat zij in de nieuwe regering zitting nam. Later gaf ze aan weinig vertrouwen te hebben in de toekomst van deze regering en zich grote zorgen te maken over het verloop van de staatshervorming.

### Familie
Milquet was gehuwd met Pierre Delsaux, directeur-generaal bij de Europese Commissie. Ze kregen vier kinderen. Haar neef Julien Milquet is schepen van Anderlecht.